# Beato Francisco Álvares
Francisco Álvares (Covilhã, 1539 — 1564) é um beato da Igreja Católica português.

## Vida e obras
Entrou para a Companhia de Jesus e, em 1564, acompanhou o Padre Inácio de Azevedo na sua viagem para o Brasil. Nas Canárias, a nau onde seguiam foi assaltada por piratas, que assassinaram todos os religiosos. Francisco Álvares foi apunhalado e lançado ao mar ainda vivo.
Na Covilhã, sua terra natal, a sua imagem era venerada na Capela de Santa Marinha. Actualmente encontra-se na Igreja do antigo Convento de São Francisco.